# Altstadt (Dettelbach)

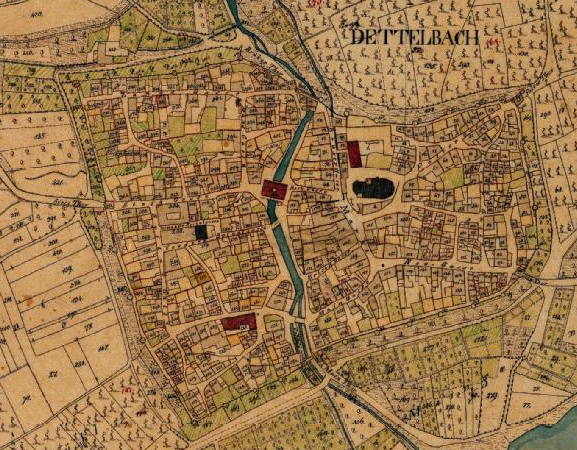
Die Dettelbacher Altstadt auf dem bayerischen Urkataster von 1832

Die mittelalterliche Altstadt des unterfränkischen Dettelbach ist ein historischer Siedlungskern der Stadt. Sie ist heute gleichbedeutend mit dem Ensemble Altstadt Dettelbach, das in der Ummauerung des 15. Jahrhunderts mit den ehemaligen Gräben als Bau- und Bodendenkmal unter Schutz gestellt wurde. Die Stadt blieb viele Jahrhunderte auf dieses Areal beschränkt und wuchs erst im 19. Jahrhundert aus dem Mauerring heraus.

## Geografische Lage
Dettelbach liegt im Kitzinger Maintal, das von steilen Westhängen entlang des Flusses geprägt wird. Die Altstadt selbst ist in einer von den kleineren Nebentälern des Mains gebildeten Mulde zu finden. Weiter im Norden beginnt der Anstieg zu den Gäuhochflächen im Maindreieck mit den sogenannten Bibergauer Bergen. Die Altstadt wird heute nahezu von allen Seiten von Neubaugebieten des 20. Jahrhunderts umgeben, im Westen ist das Areal um die Breslauer Straße zu finden, im Osten schließen sich Baugebiete um die Wallfahrtskirche Maria im Sand an. Lediglich im Norden sind nur wenige, neuere Bauten errichtet worden. Hier war ursprünglich die historische Vorstadt in der Kühngasse verortet.
Das Städtchen ist durch den Lauf des Dettelbachs (auch Altbach) geteilt. Die östliche, ältere Stadthälfte gruppiert sich um den zentralen Burgberg, der nach Süden und Westen als Terrasse vorkragt und durch eine Futtermauer abgestützt wird. Durch die Hanglage bedingt, weisen die Straßen der östlichen Stadthälfte meist unregelmäßige Führung und Steigung auf. Die westliche Stadthälfte, eine Erweiterung des 15. Jahrhunderts, breitet sich hingegen auf flacherem Gelände aus und besitzt auch einen regelmäßigeren Grundriss. Das Ensemble wird von den Mauerresten der Stadtbefestigung unter Einschließung des Grabens begrenzt.

## Geschichte

### Dorf Thetilabach
Die Geschichte der Dettelbacher Altstadt ist eng mit den geographischen Besonderheiten der Umgebung verbunden. Erstmals urkundlich erwähnt wurde der „Fiscus dominicus Thetilabach“ (lat. königlicher Meierhof Thetilabach) bereits im Jahr 741. Der Ort bildete einen der Verwaltungsmittelpunkte des Frankenreiches, weil hier die alte Heerstraße zwischen Würzburg und Bamberg verlief. Der Hof, der den Ursprung der heutigen Siedlung markiert, kann auf einem Bergsporn verortet werden, der heute von der Stadtpfarrkirche eingenommen wird.
Der herrschaftliche Hof zog bald Menschen an, die als Unfreie für die Frankenkönige arbeiteten. Am Übergang zum Hochmittelalter verloren die Könige den Einfluss über die kleineren Höfe und verschenkten sie an verdiente Adelige und Geistliche. In den folgenden Jahrhunderten bemühten sich die Herren von Hohenlohe und die Fürstbischöfe von Würzburg um den Hof und die ihn umgebende Siedlung. Während des 14. Jahrhunderts gelang es kurzzeitig den Rittern von Tetilabach die Herrschaft über den Ort an sich zu reißen.
Die Ritter nutzten das inzwischen von einem Gotteshaus besetzte, herrschaftliche Areal und bauten weiter nördlich ihre eigene Burganlage. Bis ins 15. Jahrhundert blieb der Ort allerdings wirtschaftlich unbedeutend und lediglich das Areal im Osten des Dettelbaches war besiedelt. Erst die Herrschaft des Würzburger Bischofs Rudolf II. von Scherenberg änderte die Stellung Dettelbachs nachhaltig. Der Prälat gewann die Grundherrschaft über den Ort zurück und förderte Dettelbach nach Kräften.

### Stadterhebung und Ausbau
Im Jahr 1484 wurde Dettelbach zur Stadt erhoben, erhielt das Marktrecht und wurde zu einem Amtssitz mehrerer Dörfer. Die Stadterhebung führte auch zur Errichtung einer Befestigung, die sich noch heute weitgehend erhalten hat. Das Areal der Stadt verdoppelte sich und griff erstmals über den Dettelbach hinaus, der fortan den geografischen Mittelpunkt der Siedlung bilden sollte. Der westliche Teil der Stadt gruppierte sich um das sogenannte Horn’sche Spital, das bereits 1481 entstanden war.

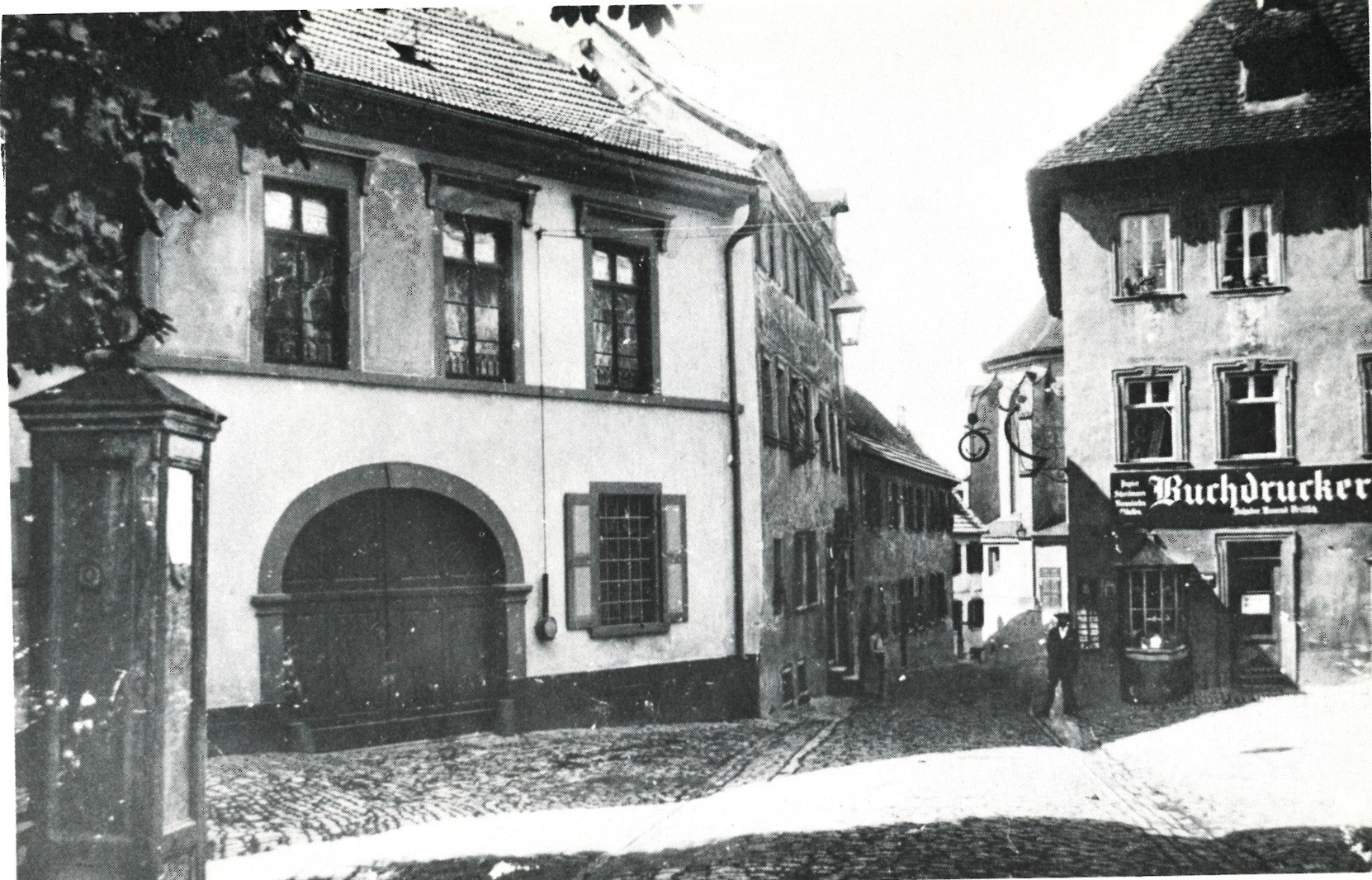
Barocke Häckerhäuser in der Falterstraße zu Beginn des 20. Jahrhunderts

Unterhalb der Pfarrkirche entstand ein kleiner Markt, weil hier die Fernstraße entlanggeführt wurde. Die Stadtwerdung war allerdings erst mit dem Bau des Rathauses abgeschlossen. Es wurde im Jahr 1512 vollendet und bildete fortan den, beide Siedlungsteile verbindenden Mittelpunkt Dettelbachs. Das Rathaus entstand oberhalb des Dettelbachs und war also sogleich eine Art Brücke über den Bach. Das Areal vor dem Rathaus mit dem Tal des Dettelbach blieb weitgehend unbebaut und vermittelt noch heute einen dörflichen Eindruck.
Ein weiteres Wachstum der Stadt setzte zu Beginn des 17. Jahrhunderts ein. Die entstehende Wallfahrt zu einer wundertätigen Pietà zog viele Wallfahrer zu einem Bildstock im unbebauten Osten der Dettelbacher Gemarkung. Schnell entstand ein Gotteshaus. Durch die Förderung von Fürstbischof Julius Echter von Mespelbrunn wuchs die Wallfahrt weiter und stellt bis heute eine der wichtigsten Marienwallfahrten im Bistum Würzburg dar. Die Wallfahrt führte zu einer Konzentration von Bewirtungsbetrieben in der Stadt, die heute noch Bestand haben.
Die Stadtbefestigung grenzte die mittelalterliche Altstadt mit ihren 52 Türmen vom Umland ab. Lediglich die vier, später fünf, Tore führten aus allen Richtungen in die Stadt. Ihre militärische Funktion büßten die Anlagen allerdings im Dreißigjährigen Krieg ein, weil die Mauern und Türme den neueren Geschützen nichts mehr entgegenzusetzen hatten. Die Stadt wurde 1631 von den Schweden kampflos besetzt. In der Folgezeit verfiel die Befestigung langsam.
Im 18. Jahrhundert erlebte der für Dettelbach besonders wichtige Weinbau eine Blüte. Auch deshalb entstanden an den Ausfallstraßen (Würzburger und Bamberger Straße) prächtige Barockhöfe, die mit großen Toreinfahrten ausgestattet waren, um den Wein in großen Mengen anliefern zu können. Kurze Zeit später wurde die Stadt dichter besiedelt, was die kleineren Wohnbauten des 19. Jahrhunderts im äußersten Nordwesten der Stadt erklärt. Das Areal war auf dem Urkataster von 1832 noch nur locker bebaut.

### Auflösung der Befestigung

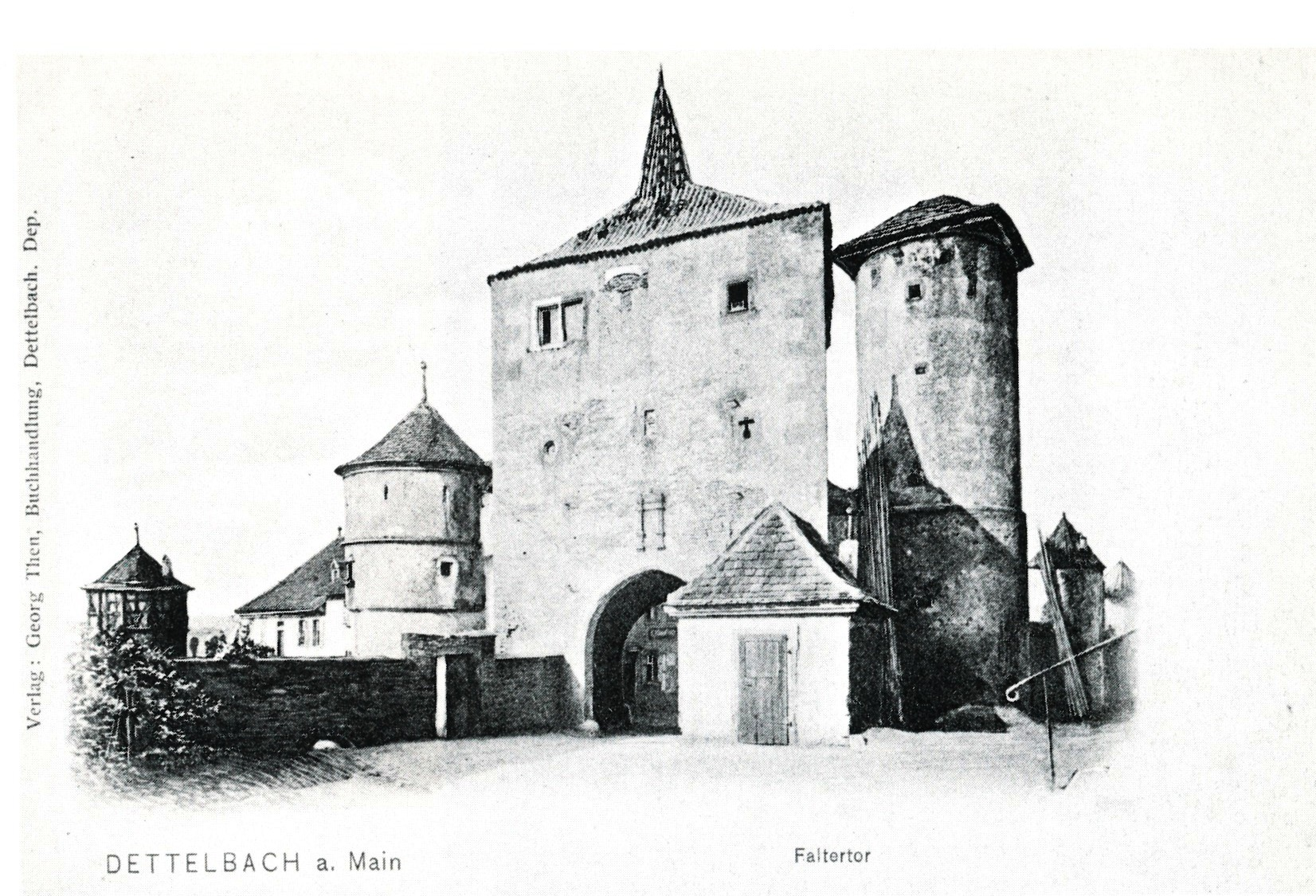
Das Faltertor um 1900

Im 19. Jahrhundert durchlebte die Stadt Dettelbach eine ähnliche Entwicklung wie die anderen, kleinen Städte im Maintal. Der Graben wurde 1777 versteint und als Gärten an die Bewohner verpachtet. Erstmals entstand 1844 ein Gebäude vor der Stadt. Der mittelalterliche Stadtkern blieb aber dadurch weiterhin unangetastet. Die Tore bildeten Nadelöhre, durch die der wachsende Verkehr nach Dettelbach gelangen musste. Hierunter litt vor allem der Handel, der zwischen Würzburg und Bamberg die Stadt durchquerte.
Deshalb standen vor allem das Steig- und das Neutor zur Disposition. Im Jahr 1857 entfernte man die Holzverschläge am Brückertor und am Maintor, sodass die Stadt nun auch nachts offen stand. 1872 erfolgte dann der Abriss des Steigtores, 1873 entfernte man auch das Neutor und das Maintor. Gleichzeitig verringerte sich auch die Anzahl der Türme durch Verfall und Abriss drastisch. Der Abriss des Faltertores wurde 1905 zwar diskutiert, man entschied sich dann aber für den Erhalt des Denkmals.
Im Jahr 1927 verschwand der sogenannte „Rinnenbach“ in der Eichgasse. Zwischen 1956 und 1958 entstand die Umgehungsstraße, sodass die Altstadt vom Durchgangsverkehr entlastet wurde. Obwohl im 20. Jahrhundert auch in Dettelbach der Kulturtourismus in der mittelalterlichen Altstadt zunahm, verzichtete man bisher darauf Teile der alten Stadt in eine Fußgängerzone umzuwandeln. Grund hierfür ist die verkehrswichtige Position der Straße Am Bach, die zu den Ortsteilen im Hinterland vermittelt.

## Straßen und Plätze
Die Dettelbacher Altstadt wird durch den Fluss Dettelbach in zwei Teile geteilt. Während sich der ältere Ostteil um den Kirchberg gruppiert, wurden die Straßen im Westteil planvoller angelegt. Im Osten haben die Bamberger Straße, die Falterstraße und der Markt überregionalen Charakter, im Westen konnten sich lediglich an der Würzburger Straße repräsentative Baulichkeiten entwickeln. Die heutigen Straßenbenennungen stammen meist aus dem 20. Jahrhundert, ursprünglich waren nur die wichtigeren Straßenzüge benannt. Es waren dies:

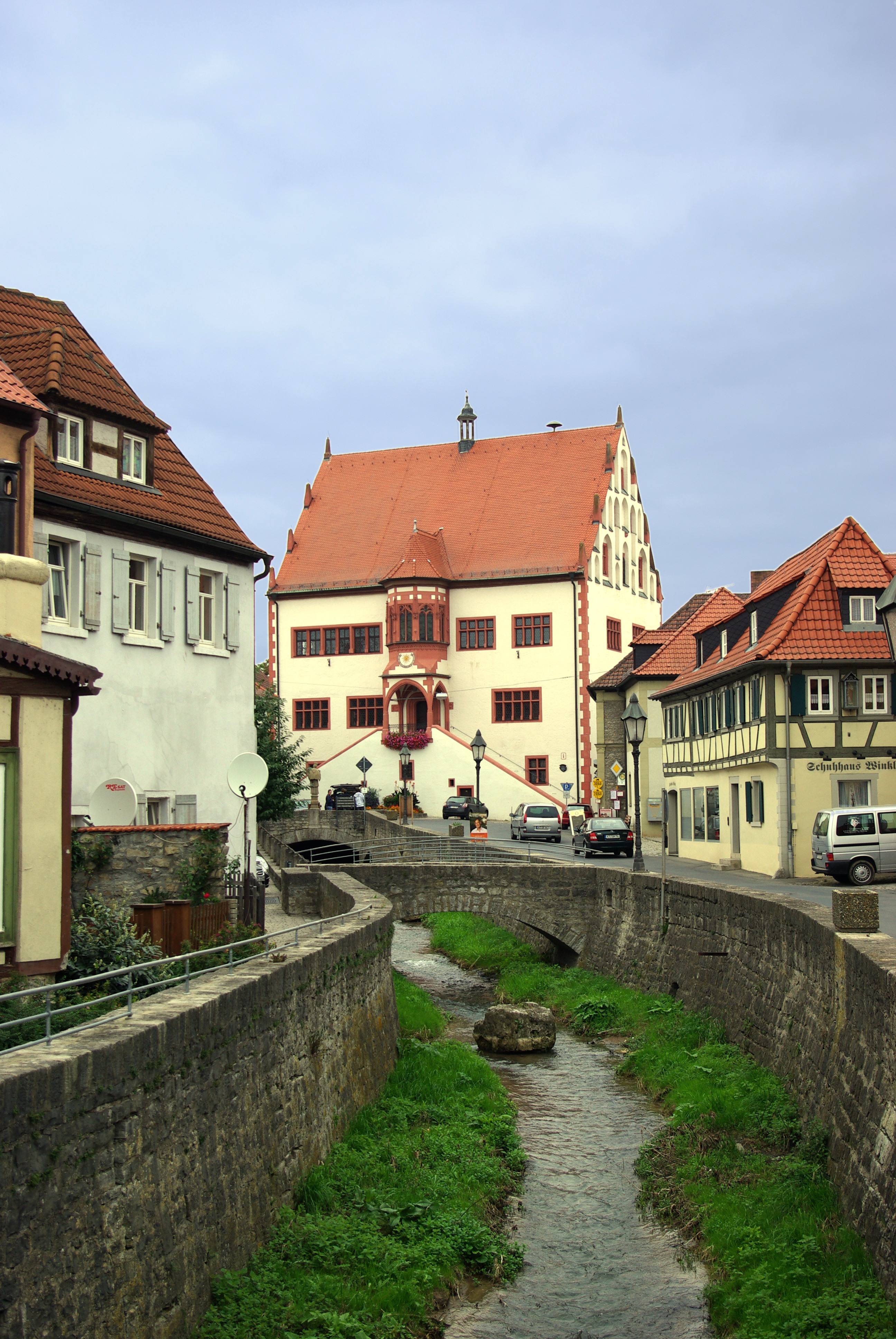
Das Rathaus am Bach

| (Osten) - Bach-Gasse (heute Bohnmühlengasse Nr. 9) - Brüker-Gasse (heute Eichgasse) - Erbsen-Gasse (heute Erbsengasse) - Falter-Gasse (heute Falterstraße) - Main-Gasse (heute Maingasse) - Markt - Neu-Gasse (heute Bamberger Straße bis Nr. 20) |  | (Westen) - Hintere Spitalgasse (heute Spitalgasse) - (Kühngasse) (eigentlich Vorstadt) - Lange Gasse (heute Langgasse) - Mans-Gasse (heute Schweinfurter Straße St 2270, Mansgasse verlegt) - Spital-Gasse (heute Dr.-Matthias-Horn-Straße) - Steig-Gasse (heute Würzburger Straße) - Vordere Spitalgasse (heute Spitalgasse) |  |

### Am Bach/Schweinfurter Straße
Die heutige Staatsstraße 2270 verläuft mitten durch die Stadtmitte von Dettelbach und teilt sie in zwei Hälften. Ursprünglich bildete die platzartige Erweiterung vor dem Rathaus ein ländliches Ensemble, das vom Bach Dettel geprägt wurde. Der Bach trieb im Inneren der Stadt mehrere Mühlen an. In der Nähe des Baches war auch die Schmiede Dettelbachs zu finden. Den Übergang in die Stadt markierte bis 1873 das Maintor, das zwischen Stadt und dem Flussufer des Mains vermittelte.
Mittelpunkt des Areals um die Straße am Bach bildet noch heute des 1512 fertiggestellt Renaissance-Rathaus, das als Klammer beider Stadtteile über dem Gewässer errichtet wurde. An der „Partie am Bach“ siedelten sich spätestens ab der zweiten Hälfte des 17. Jahrhunderts Gasthäuser und Backstuben an. Auf der linken Bachseite am sogenannten Häfnermarkt entstand ein fast ausschließlich von Juden bewohntes Areal. Hier war die Synagoge zu finden, die in der Reichspogromnacht 1938 zerstört wurde.

### Osten
Eine der ältesten Straßenzüge liegt im äußersten Nordosten und zieht sich bis an die Kirche heran. Die Falterstraße war ursprünglich eine Verbindungsstraße zwischen den fränkischen Königshöfen auf der Vogelsburg und seinem Pendant in Dettelbach. Heute wird die Straße von repräsentativen Baulichkeiten beherrscht. Sie wird über das letzte, erhaltene Stadttor, das Faltertor betreten. Ebenso hat sich hier das ehemalige Amtsgericht erhalten. Daneben wird die Straße von mehreren Barockbauten beherrscht. Ursprünglich waren in der Falterstraße das Gemeindebackhaus und die obere Badstube angesiedelt.

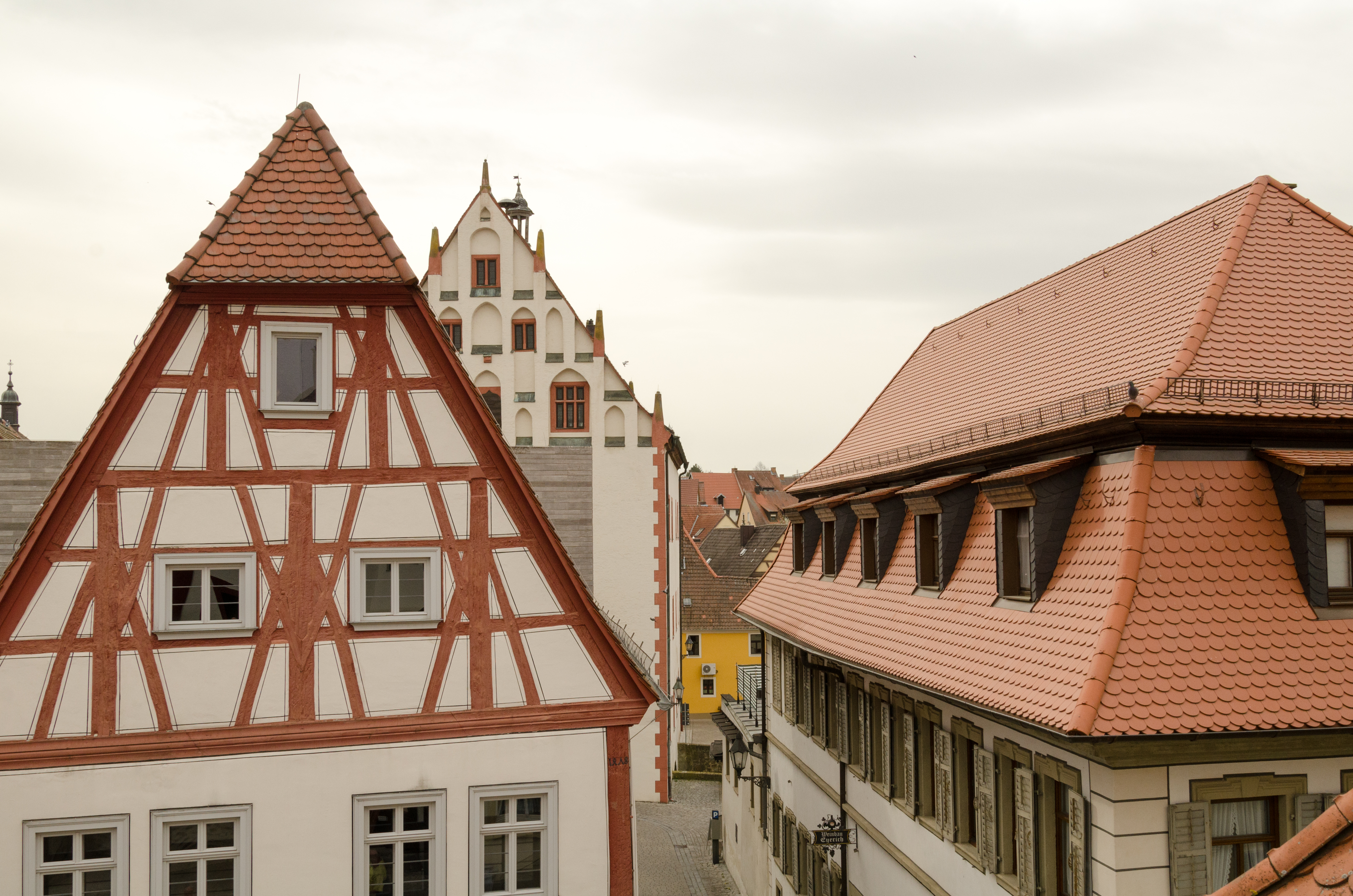
Der Giebel des ältesten Hauses am Markt 13

Ähnliche Bebauung wie in der Falterstraße ist auch in der Huter- und der Hirtengasse zu finden. Die beiden Gassen entstanden wohl vor 1600 und wurden in den folgenden Jahrhunderten immer weiter nachverdichtet. So sind hier kleine Anbauten ebenso zu finden, wie Aufstockungen einzelner Baulichkeiten. Die sich im Süden anschließende Neugasse (Bamberger Straße) ist neueren Datums und wurde planmäßig an der hier durchlaufenden Fernstraße errichtet. Häufig sind hier Haken- oder Dreiseithöfe zu finden. Das Areal wurde nach einem Brand 1780 neu bebaut.
Den Mittelpunkt der Stadt bildet noch heute der weiter im Nordwesten gelegene Markt mit der Kirchenzinne. Er kann als Urzelle der Siedlung gelten. Oberhalb der bürgerlichen Marktsiedlung war das herrschaftliche Schloss zu finden, hier zog 1484 der Amtmann des Würzburger Fürstbischofs ein. Später war hier die Polizeistation, eine Schule und ein Franziskanerinnenkloster untergebracht. Die sogenannte Kirchenzinne wurde in Mittelalter und Früher Neuzeit zum Verlesen von Verordnungen genutzt.
Der Markt bildete den wirtschaftlichen Mittelpunkt des mittelalterlichen Dettelbach. 1484 erhielt die junge Stadt das Marktrecht und durfte, neben den wöchentlichen Märkten, drei große Märkte im Februar, Juli und Dezember abhalten. Im 19. Jahrhundert verlor der Markt schnell an Bedeutung, weil die Enge des Dettelbacher Marktes nicht die vielfältigen Waren der umliegenden Orte bieten konnte. Dennoch bildet der Markt eine bauliche Traditionsinsel mit hohen Fachwerkhäusern. So ist auch der älteste Profanbau der Stadt von 1478 hier zu finden, heute ist hier das Museum „Pilger & Wallfahrer“ Dettelbach untergebracht.

### Westen
Der jüngere Stadtteil im Westen wird von der Steiggasse (Würzburger Straße) dominiert. Hier verdichtete sich der neue Teil der Stadt wohl zuerst, weil hier die Fernstraße Würzburg-Bamberg die Stadt erstmals erreichte. Man erbaute an das Ende der Straße wohl auch das ehemals mächtigste Tor in der Dettelbacher Stadtbefestigung, das Steigtor. Im 18. und 19. Jahrhundert entstand nahe dem Tor, an der Einmündung zur ehemaligen Spital-Gasse, die Posthalterei.
Die Langgasse ganz im Nordwesten der Stadt wird von jüngeren Bauten des 19. Jahrhunderts beherrscht. Südlich der Würzburger Straße liegt mit dem Horn’schen Spital der Mittelpunkt des westlichen Teilortes. Um das Altersheim selbst sind viele Bruchsteinhäuser aus dem 19. und 20. Jahrhundert zu finden. Hier brach 1889 ein Brand aus, der weite Teile der Umgebung zerstörte. Parallel zur Würzburger Straße verläuft heute die Landgerichtsgasse. Sie erhielt im 19. Jahrhundert ein großes Verwaltungsgebäude, der angrenzende Männerturm wurde als Gefängnis genutzt.

## Bedeutende Baudenkmäler

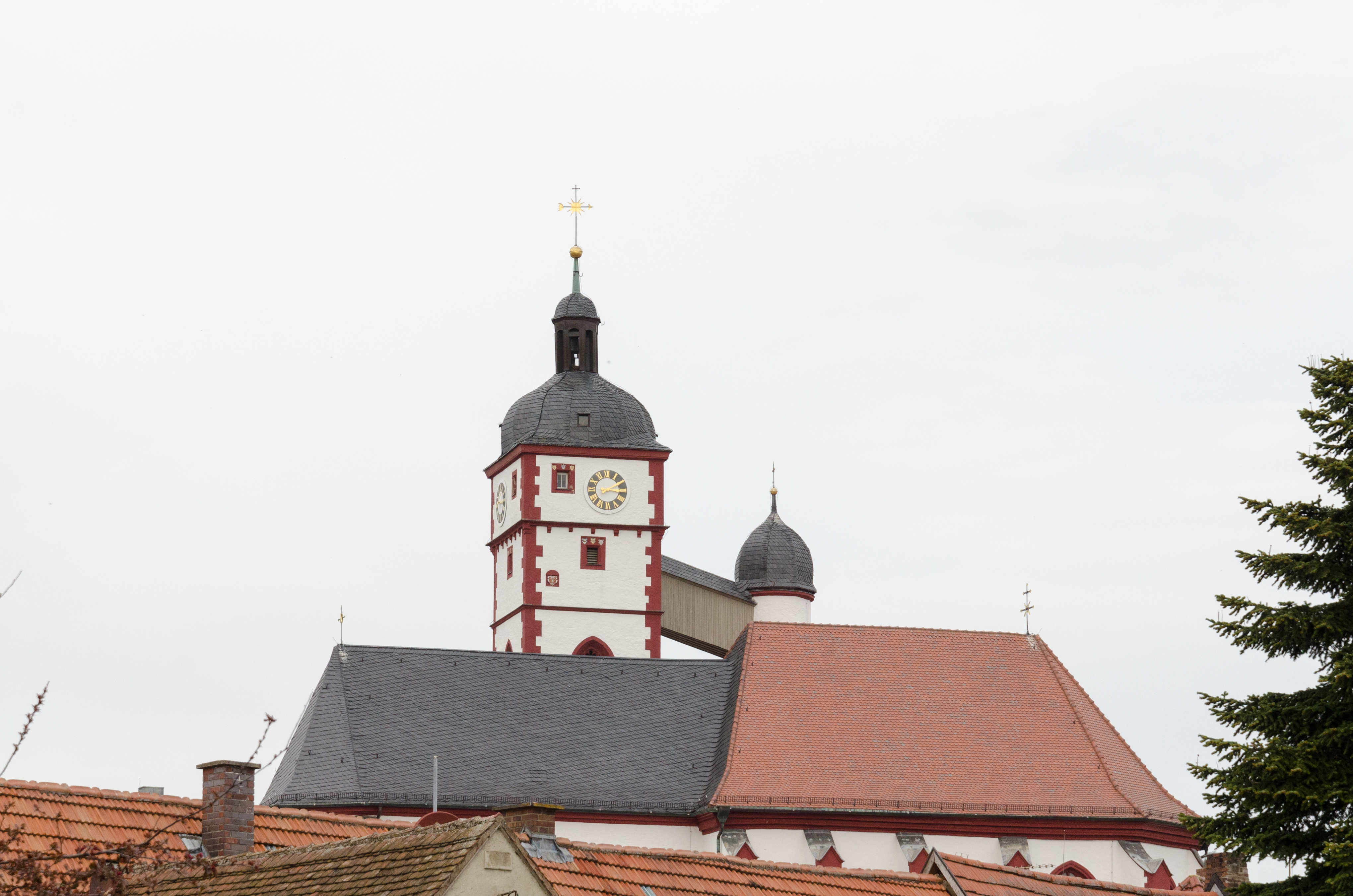
Die Stadtpfarrkirche St. Augustinus

In der Dettelbacher Altstadt haben sich Baulichkeiten aus allen Jahrhunderten seit dem Mittelalter erhalten. Viele ältere Bauwerke sind heute als Baudenkmal eingeordnet, allerdings wurde nur ein Bruchteil der Gebäude in der Altstadt unter Schutz gestellt. Besonders viele Denkmäler sind im Ostteil der Stadt zu finden, hier stechen vor allem die Gebäude am Markt hervor. Weitere Traditionsinseln finden sich entlang der Bamberger Straße, in der Eichgasse und der Falterstraße.
Als bedeutendes Baudenkmal der Stadt kann die Stadtpfarrkirche St. Augustinus gelten. Obwohl ihr großer Vierkantturm bereits aus der Zeit vor der Stadterhebung stammt, errichtete man das heutige Gotteshaus erst nach 1484. Im Jahr 1503 wurde der Bau geweiht und erhielt noch im 16. Jahrhundert den kleineren Turm. Beide Türme wurden durch einen hölzernen Übergang miteinander verbunden. Die Kirche erhielt im 18. Jahrhundert barocke Ausstattungsstücke, die allerdings im 19. Jahrhundert entfernt wurden. Bei einer Erneuerung des Kircheninneren im Jahr 2011 wurden Altarblätter von Michael Triegel angeschafft. → siehe auch: St. Augustinus (Dettelbach)
Den Mittelpunkt der bürgerlichen Siedlung bildet das repräsentative Rathaus über dem Bach. Es entstand zu Beginn des 16. Jahrhunderts in den Formen der Renaissance. Dem Satteldachbau mit Volutengiebeln vorgesetzt, führt eine doppelläufige Freitreppe zu einer Laube, die von einem polygonalen Chorbau mit Maßwerk überragt wird. Die Durchfahrt im Erdgeschoss des Baus diente auch der Abhaltung eines Marktes und verband die beiden Stadtteile miteinander. → siehe auch: Rathaus (Dettelbach)

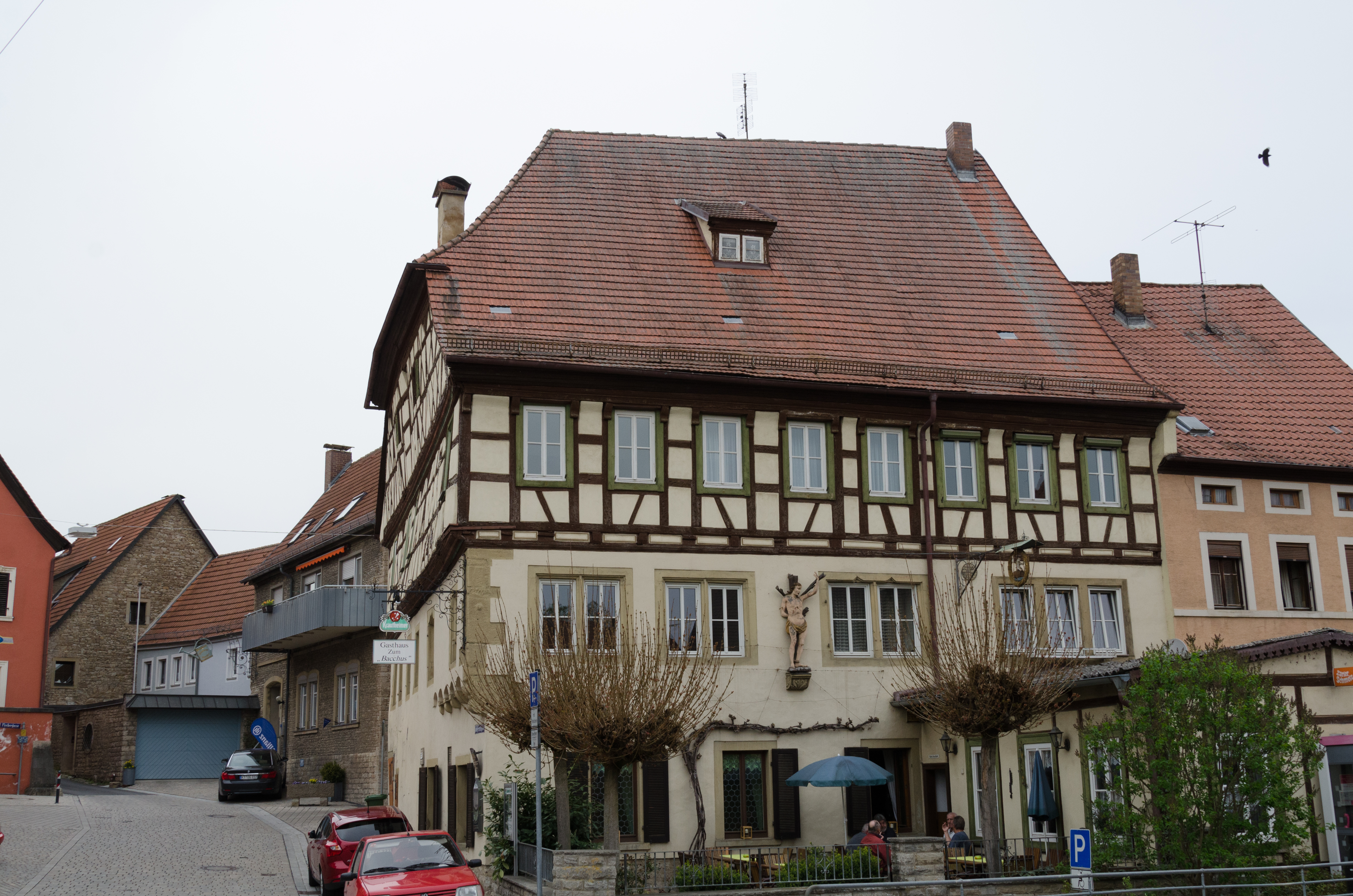
Das Gasthaus am Häfner Markt 5

Hinter der Kirche befindet sich außerdem das Areal der ehemaligen Burg. Die Befestigung ist vollständig überbaut (Burgstall Dettelbach), heute ist an der Stelle das vormalige Rentamt zu finden. Nach mehreren Umbauten und Erneuerungen präsentiert sich der Hof als schlichter Massivbau mit Satteldach. Ähnlich verändert wurde auch das Horn’sche Spital auf der Westseite des Baches in der Spitalgasse 10. 1785 entstand an der Stelle des Vorgängerbaus von 1481 ein barocker Walmdachbau mit geohrten Fensterrahmungen. Ein Wappen der alten Stiftung hat sich erhalten. → siehe auch: Hornsches Spital
In der Dettelbacher Altstadt bestehen mehrere Fachwerkhäuser aus der Zeit vor 1600. Das älteste Wohnhaus des Ortes aus der Zeit um 1470 ist am Markt 13 zu finden. Sein Fachwerk im Obergeschoss wurde noch nach gotischer Bauweise verblattet. Nahezu gleichzeitig erbaute man das Haus in der Falterstraße 9. Etwa einhundert Jahre später entstand das Gasthaus am Häfner Markt 5. Sein Fachwerk weist ebenfalls kunstvolle Verzierungen auf. Die Bürgerbauten der Stadt kragen zumeist leicht nach vorne, weil die kleinen Grundstücke nur wenig Grundfläche besaßen. → siehe auch: Markt 13, Falterstraße 9 (Dettelbach) und Häfner Markt 5
Das Ensemble Altstadt wird von der Ummauerung begrenzt, die neben der schützenden, eine wichtige politische Funktion hatte. Die Stadt hob sich durch die Ringmauer auch visuell von ihrem rechtlich weniger gut gestellten Umland ab. Besonders prachtvoll fallen deshalb auch die Tore und Türme aus. Zweit Tore haben sich erhalten, das Brückertor und das Faltertor. Letzteres bestand bereits in der Mitte des 16. Jahrhunderts und präsentiert sich als breiter Rechteckbau mit einem Walmdach, auf dem eine kleine Spitze aufgesetzt wurde. → siehe auch: Dettelbacher Stadtbefestigung und Faltertor (Dettelbach)